# Indovinello veronese

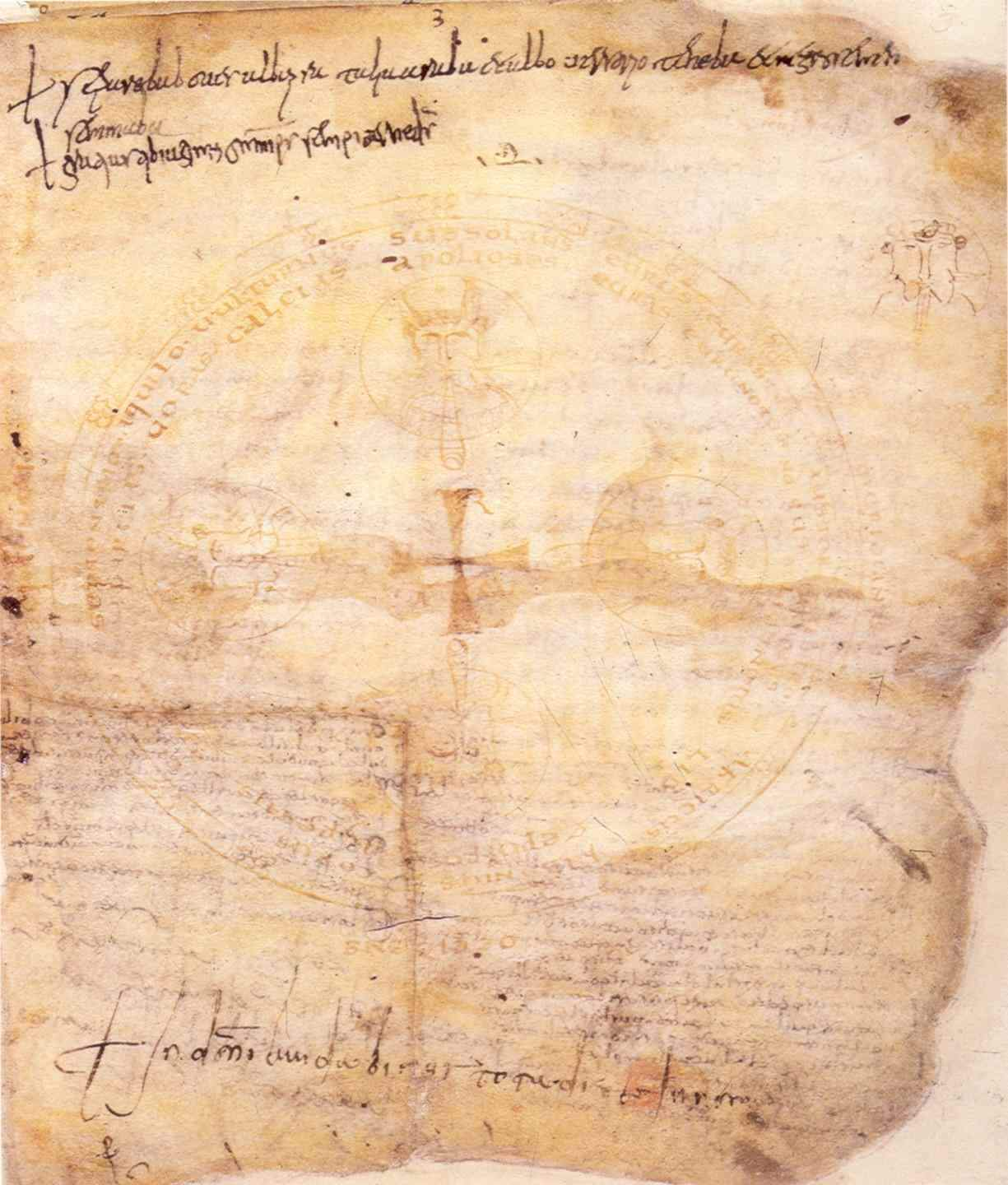
L'Indovinello veronese

Il cosiddetto "Indovinello veronese" è un testo scritto in corsiva nuova da un ignoto amanuense tra l'VIII secolo e l'inizio del IX in forma di appunto, presso il margine superiore di un foglio in un codice pergamenaceo liturgico più antico. È forse il più antico testo pervenuto che usi la lingua romanza (i Giuramenti di Strasburgo sono datati cinquant'anni più tardi) e rappresenterebbe un possibile segnale della nascita del volgare in Italia, ma non tutti gli studiosi sono concordi e alcuni ritengono che si tratti ancora di latino (pur se con le evidenti aberrazioni), come dimostra il fatto che il testo ha bisogno di una traduzione in italiano.
Il codice originale fu redatto in Spagna all'inizio del VIII secolo e giunse a Verona non troppo tempo dopo. Le due postille furono individuate nel 1924. Fu Vincenzo De Bartholomaeis a scoprirne per primo il senso, con l'aiuto di Liana Calza, una studentessa universitaria del I anno. Fu Luigi Schiaparelli a tracciarne il percorso, dalla Spagna a Verona: il codice probabilmente lasciò la penisola iberica poco dopo la conquista araba del Regno di Toledo (711), passò poi da Cagliari e Pisa negli anni trenta del VIII secolo e prima della fine del secolo giunse a Verona.
Al testo dell'indovinello si accompagna un testo, stavolta in latino più sorvegliato: si tratta di una formula canonica di benedizione in latino, esterna all'indovinello, ma che gli studiosi hanno utilizzato, talvolta in maniera contrastante, per avallare le proprie ipotesi linguistiche.

## Testo, parafrasi e soluzione
L'indovinello istituisce forse un'analogia tra l'azione del contadino con l'aratro in un campo e quella dell'amanuense con la scrittura sulla carta.
seminaba

gratiastibiagimusomnip(oten)ssempiterned(eu)s»
(Trascrizione paleografica)
alba pratalia araba

et albo versorio teneba

et negro semen seminaba»
(Testo)
arava bianchi prati

e aveva un bianco aratro

e un nero seme seminava»
(Parafrasi)
Le pagine bianche di un libro

La penna d'oca, con cui si era soliti scrivere

L'inchiostro, con cui si scrivono le parole»
(Soluzione)

## Origini
Fu rinvenuto da Luigi Schiaparelli sul recto del f. 3 del codice LXXXIX custodito nella Biblioteca capitolare di Verona nel 1924. Il codice è di provenienza spagnola, sicuramente di Toledo, poi portato a Cagliari, in seguito a Pisa, prima di raggiungere Verona.
Si suppone che lo scrittore di tale indovinello fosse veronese, data la presenza di tratti tipici del dialetto veronese (come versorio in italiano versoio).
La forma stilistica, secondo la dimostrazione di Monteverdi, è quella di una coppia di esametri caudati. Molto probabilmente si tratta di una "prova di penna".
Il testo dell'indovinello è seguito da una breve formula latina, vergata da un'altra mano, che recita: Gratias tibi agimus omnipotens sempiterne Deus, cioè "Ti rendiamo grazie, Dio onnipotente ed eterno".

## Significato
È una testimonianza autoreferenziale, vale a dire la descrizione dell'atto dello scrivere da parte dello stesso amanuense. Si tratta di un indovinello comune alla letteratura tardo-latina, e rimanda a quattro diverse interpretazioni, delle quali la prima è la più diffusa e condivisa. Le interpretazioni partono dal significato del primo sintagma se pareba:
- Se da SIBI latino (dativo di vantaggio) e quindi traducibile in davanti a sé e pareba da PARARE latino con un significato più specifico spingere/tirare avanti (significato localizzato nel volgare nord-orientale): "tirava davanti a sé (un paio di) buoi / arava prati bianchi / guidava un aratro bianco /seminava un seme nero."
- Se da SIC latino: una variante a tale traduzione del Bruni et al. fu presentata da Migliorini, secondo il quale il "se pareba" sarebbe da rendere "ecco, si vede", sul modello di autori medievali come Dante (quando egli dice: "qui si parrà la tua nobilitate" | "qui si vedrà la tua nobiltà" ecc.). Questa interpretazione parte dall'osservazione del se clitico e dall'infrazione della cosiddetta legge Tobler-Mussafia (un testo volgare non presenta mai la successione del clitico al verbo ad inizio periodo): secondo la legge infatti il testo dovrebbe cominciare con Parebase.

La soluzione è di solito la scrittura, ma potrebbe anch'essere la mano, le dita, la penna o l'atto dello scrivere, a seconda dell'elemento su cui ci si concentra. Di recente Stefano Jossa ha proposto di leggere l'indovinello come un sostitutivo della firma dell'amanuense, che ringrazierebbe Dio per avergli dato la possibilità e la capacità di svolgere il suo lavoro. 

### Dal latino al volgare
In realtà l'Indovinello non segna un punto di svolta epocale nella trasformazione del latino in volgare, nonostante la caduta delle desinenze latine e il vocalismo schiettamente volgare di negro. Fenomeni analoghi abbondano nei documenti coevi d'area veneta o più genericamente settentrionale, anche con frequente intrusione di barbarismi lessicali. Solo nel Placito capuano e negli altri Placiti cassinesi, che risalgono al 960-963 d.C., la coscienza distiva tra latino e volgare emerge nitida in una scrittura quasi del tutto libera da declinazioni e condizionamenti della sintassi latina. Nell'Indovinello il volgare è certo in gestazione, ma è ancora nella fase embrionale.

### Primo volgare o tardo latino?
Dopo un entusiasmo generale per il ritrovamento, i critici si sono divisi sull'ipotesi che affiderebbe a questo documento la nascita della lingua italiana. Responsabili di questi dubbi, avanzati già da Migliorini, sono i caratteri tardolatini che non mostrerebbero ancora un volgare "maturo" affrancato dalla vecchia lingua. Si pensi alla coniugazione in -eba e in -aba, in cui la b non è ancora diventata v, al semen che è un nominativo/accusativo latino. Ciò che induce a guardare al volgare è la mancanza della -t finale nei verbi (si dice appunto pareva, arava ecc. in italiano), l'aggettivo negro (e non nigrum come vorrebbe il latino), in pratica già italianizzato per la -o finale e la trasformazione di i breve > e (é chiusa), mentre la -es di boves sarebbe da attribuire non direttamente al latino, bensì ad influenze ladine, data la collocazione geografica di Verona. Albo è precedente all'introduzione del Germ. blank > it. bianco fr. blanc ecc. nel mondo tardo-latino e può essere considerato un volgare molto arcaico. Notiamo ancora albo versorio in -o, come appunto vuole l'italiano ovvero il dialetto. Carlo Tagliavini, in Le origini delle lingue neolatine, ipotizza un'origine dotta con connotazione semivolgare, proveniente da ambienti scolastici ecclesiastici, nei quali gli alunni chierici utilizzavano come mezzo di comunicazione una lingua latina sgrammaticata e con molte incertezze lessicali. Ciò spiegherebbe perché nello stesso testo convivono latinismi e volgarismi. Arrigo Castellani, in I più antichi testi italiani: edizione e commento, ritiene anch'egli che il testo abbia un'origine dotta, ma che quella giunta sino a noi sia una testimonianza del latino medievale e non del volgare. Un altro studioso che avalla la tesi del semi-volgare è Vincenzo De Bartholomaeis. Giovanni Tamassia e Michele Scherillo, invece, ritengono che la lingua adoperata sia il latino volgare. Giulio Bertoni ipotizza che la lingua sia latino rustico, mentre Pio Rajna sostiene l'ipotesi dello schietto volgare.
Perché una lingua possa essere definita tale, deve essere presente nel parlante una chiara coscienza linguistica. Ciò significa che se il copista che ha scritto l'indovinello fosse stato cosciente del suo uso del volgare in contrapposizione alla lingua latina, l'attestazione potrebbe essere considerata senza ombra di dubbio volgare. Secondo alcuni studiosi, la prova di questa coscienza linguistica sarebbe la benedizione in latino scritta in coda all'indovinello, la quale dimostrerebbe come nello scrivente fosse chiara la percezione di una distanza tra la lingua latina e il suo volgare. Alcuni paleografi, però, sostengono che la terza riga del codice contenente la benedizione sia stata scritta da altra mano e in epoca più tarda rispetto a quella dell'indovinello. Ciò farebbe, se non cadere, quanto meno traballare ogni ipotesi di coscienza linguistica del copista e di conseguenza l'indovinello si collocherebbe non tra le prime attestazioni dell'italiano volgare, ma tra quelle del tardo latino.

## Citazioni letterarie
L'indovinello viene citato nel quarto romanzo di Umberto Eco, intitolato Baudolino ed ambientato tra il XII e il XIII secolo. L'eremita che, con scopi non interamente onorevoli, istruisce Baudolino, lo cita in una forma semplificata - alba pratalia arabat et negrum semen seminabat - quando decide di insegnargli a scrivere.